# کورنی (کمون)
کورنی (به فرانسوی: Cornay) یک کمون در فرانسه است که در canton of Grandpré واقع شده‌است. کورنی ۱۰٫۹۴ کیلومتر مربع مساحت دارد ۱۹۰ متر بالاتر از سطح دریا واقع شده‌است.